# 西田征史
西田 征史（にしだ まさふみ、1975年5月22日 - ）は、日本の脚本家、俳優、演出家、元お笑い芸人。所属事務所はQueen-B。東京都出身。学習院大学法学部法律学科卒業。身長177cm。血液型B型。愛称は「西やん」。

## 来歴
学習院中・高等科に通っていたが、エスカレータ進学して就職する流れに違和感を覚え、その流れを変えるために1994年に高等科3年生でオーディション雑誌で募集を目にしたホリプロの芸人オーデションを受け合格。同年に内海智（現株式会社ポニーキャニオン/映像プロデューサー）とお笑いコンビ「ガラパゴス」を結成。その後、同コンビ名にて数回の相方変更を経て、1995年に佐野忠宏とお笑いコンビ「ピテカンバブー」を結成するかたわら、大学に通いながら河野靖主宰の劇団「携帯万能カプセル」にて俳優としての活動も始めた。しかし芸人としては売れず、出演していた番組でアシストをしていたが司会から突然何か面白いことを言ってほしいと言われたが対応できず、これ以降人前や舞台で口数が少なくなり、大手事務所所属の肩書に満足して遊び呆ける生活で目標も決まらず売れないなら相方のせいかもしれないと思う自分にも嫌になり一人で責任を負う仕事をしたいと考え、ピン芸人にはなれないと物語を作ることが好きで笑いとテーマに漫才のネタより長い物語を考えてみようとする。実家暮らしで遊ぶこともできたが、月収10万円では発展性がないと24歳の1999年に解散し、芸人をやめる。
2000年から、元々物語性の強い作品が好きだったこともあって舞台の脚本・演出を手がけるようになった。そして、かわのをとやと演劇ユニット「鼻ギター」を結成した。漫才のネタ作りをしていたため脚本を練るのに苦労することはなかったが仕事が来ない日々が続いていた最中、芸人時代に親交のあった小林賢太郎（ラーメンズ）の演劇作品に俳優として舞台に立っているときにプロデューサーの目に留まり、その繋がりで脚本のコンペティションを受けることとなり、映画『ガチ☆ボーイ』（2008年）の脚本に抜擢された。
ニフティのネットドラマ『キキコミ』で監督デビュー。映画『ガチ☆ボーイ』では脚本のみならず、レフリー（ボラギノール日野）役で出演。更に小説『ガチ☆ボーイ』も執筆。ドラマ『ロス:タイム:ライフ』では解説者役で声の出演。NHK教育『シャキーン!』では番組の構成とマルチに活動の場を広げ、TBS金曜ドラマ『魔王』、日本テレビ系列『怪物くん』『妖怪人間ベム』などで連続ドラマ脚本を担当。NHK総合ではシチュエーション・コメディ『ママさんバレーでつかまえて』の作・演出も手がけている。2011年4月から放送の『TIGER & BUNNY』で初めてテレビアニメの脚本を担当。オリジナルストーリーを作り上げ、シリーズの構成と全話の脚本を担当している。
2012年、初のオリジナル小説『小野寺の弟・小野寺の姉』を出版。この作品はのちの2013年に自ら舞台化、2014年には映画化され、自ら原作・脚本・監督をつとめ、第39回報知映画賞・新人賞を受賞。2016年上半期の連続テレビ小説『とと姉ちゃん』の脚本を担当。

## 人物
2歳上の兄がいたが西田が8歳のときに交通事故で急死。西田家は割と堅い一家であったため芸人になることに反対されると思ったが父は認めてくれた。20歳を過ぎてなぜ認めてくれたのか聞くと、人間はいつ人生が終わるか分からないもので息子でも型にはめず自由に生きてほしいと言われた。
役者が脚本を解釈して個性を生かす芝居をしてほしいと脚本では動作を限定せず役者の考えが活きるようにし、セットの雰囲気を見る他は現場へは行かないことにしている。

## 脚本・構成

### テレビドラマ
- 日本テレビ系『死ぬかと思った』第7話（2007年4月クール）
- TBS系『魔王』（2008年7月クール）
- NHK総合『ママさんバレーでつかまえて』（2009年10月クール、全話脚本・演出）
- 日本テレビ系『怪物くん』（2010年4月クール、全話脚本）
  - 日本テレビ系『怪物くん』完全新作スペシャル（2011年10月）
- 日本テレビ系『妖怪人間ベム』（2011年10月クール、全話脚本）
- NHK総合『実験刑事トトリ』シリーズ（全話脚本）
  - 『実験刑事トトリ』（2012年11月）
  - 『実験刑事トトリ2』（2013年10月 - 11月）プロットライター10名参画
- TBS系『アリスの棘』（2014年4月クール、シリーズ監修）
- 日本テレビ系 24時間テレビドラマスペシャル『はなちゃんのみそ汁』（2014年8月30日、脚本）
- フジテレビ系『信長協奏曲』第1・2話（2014年10月クール）
- 連続テレビ小説『とと姉ちゃん』（2016年前期、脚本）[9]
  - 『とと姉ちゃん もうひとつの物語「福助人形の秘密」』(2016年、脚本監修)
- テレビ東京系『よつば銀行 原島浩美がモノ申す!〜この女に賭けろ〜』（2019年1月クール、全話脚本）
- 日本テレビ系『正しいロックバンドの作り方』(2020年4月クール、脚本監修)
- テレビ朝日系『必殺仕事人2020』（2020年6月28日、脚本）
  - テレビ朝日系『必殺仕事人』（2022年1月9日、脚本）
  - テレビ朝日系『必殺仕事人』（2023年1月8日、脚本）
  - テレビ朝日系『必殺仕事人』（2023年12月29日、脚本）
- TBS系『石子と羽男-そんなコトで訴えます?-』（2022年7月クール、脚本）

### テレビアニメ
- TIGER & BUNNY（2011年4月 - 9月、シリーズ構成・全話脚本）※初のテレビアニメ脚本担当[11]
- うわばきクック（2015年1月 - 、監督・ナレーション兼務）※短編アニメ
- RE-MAIN（2021年、シリーズ構成・脚本。総監督・音響監督兼務）
- テスラノート（2021年、原作・シリーズ構成・脚本）[12]

### その他テレビ番組
- NHK教育『シャキーン!』（2007年5月14日 - 現在、構成）
- NHK教育『シャキーン!』内アニメ『クノーチェ』
- NHK教育『シャキーン!』内ドラマ『シャキーン観察日誌』

### 映画
- ガチ☆ボーイ（2008年）
- おっぱいバレー（2009年） - 脚本協力
- 半分の月がのぼる空（2010年）
- おにいちゃんのハナビ（2010年）
- 映画 怪物くん（2011年）
- アフロ田中（2012年）
- 劇場版 TIGER & BUNNY -The Beginning- （2012年） - 脚本・ストーリーディレクター
- 映画 妖怪人間ベム（2012年）
- 劇場版 TIGER & BUNNY -The Rising-（2013年） - 脚本・ストーリーディレクター
- 小野寺の弟・小野寺の姉（2014年） - 原作・監督・脚本
- 信長協奏曲（2016年)
- 嫌な女（2016年）
- 泥棒役者（2017年） - 監督・脚本
- 響 -HIBIKI-（2018年）

### ネット配信作品
- キキコミ（2007年）
- ユーキャン シカクムービー（2009年）
- TIGER & BUNNY 2（2022年） - シリーズ構成・脚本・ストーリーディレクター

### 舞台
- 泥棒役者（2006年）
- 雨の日の森の中（2009年）
- BOB（2012年）
- 小野寺の弟・小野寺の姉（2013年）
- 盗聴（2022年）

他、多数

## 監督・演出

### TV
- ママさんバレーでつかまえて（2008年・2009年）主演・黒木瞳/向井理
- うわばきクック（2015年）
- RE-MAIN（2021年）総監督。シリーズ構成・脚本・音響監督も兼任。

### ネットドラマ
- キキコミ（2007年）主演・加藤夏希

### 舞台
- 泥棒役者（2006年）主演・片桐仁[13]
- 雨の日の森の中（2009年）主演・増田貴久
- BOB（2012年）主演・丸山隆平
- 小野寺の弟・小野寺の姉（2013年、脚本・演出）主演・向井理、片桐はいり
- 正しいロックバンドの作り方　夏（2020年）
- 盗聴（2022年）主演・濵田崇裕

### 映画
- 小野寺の弟・小野寺の姉（2014年、脚本・監督）主演・向井理、片桐はいり
- 泥棒役者（2017年、監督・脚本）主演・丸山隆平[13]

他、多数

## 小説・漫画
- ガチ☆ボーイ（2008年）
- 小野寺の弟・小野寺の姉（2012年）
- テスラノート（2021年 - 2022年）

## 出演

### 映画
- ガチ☆ボーイ ボラギノール日野役（2008年）

他多数

### 舞台
- ラーメンズ特別公演「零の箱式」（2001年）
- 小林賢太郎プロデュース公演#1「good day house」（2002年）
- 小林賢太郎プロデュース公演#2「Sweet7」（2003年）
- 小林賢太郎プロデュース公演#3「Paper Runner」（2004年）
- 小林賢太郎プロデュース公演#4「LENS」（2004年）
- Rahmens Presents GOLDEN BALLS LIVE （2005年）

他多数

### TV
- 銭湯の娘!? おかまのジュン役
- ロス:タイム:ライフ 解説者役

他多数

### ラジオ
- ためになるラジオ (FMヨコハマ) (毎月最終金曜)